# Князевка (Саратовская область)
Кня́зевка — село в Турковском районе Саратовской области России. Входит в состав Рязанского сельского поселения.

## География
Расположено на крайнем западе области, на границе с Инжавинским районом Тамбовской, в 304 километрах от Саратова, на левом берегу реки Мокрый Карай, высота центра села над уровнем моря — 153 м. Соседние населённые пункты: Марьино на севере и Васильевка Тамбовской области — на западе.
в селе 1 улица — Садовая.

## Население
| 2010 |
| ---- |
| 25   |